# CRSED: F.O.A.D.
CRSED: F.O.A.D. (ранее известна как Cuisine Royale) — бесплатная многопользовательская онлайн-игра в жанре королевской битвы, разработанная компанией Darkflow Software и издаваемая Gaijin Entertainment. Бойцы сражаются, используя огнестрельное оружие, сверхспособности и мистические ритуалы, пока в живых не останется только один игрок.

## Геймплей
В CRSED: F.O.A.D. игроки сражаются друг с другом в режиме «королевская битва». В игре доступны три режима:
- сражение в одиночку, каждый за себя
- сражение в отряде из двух игроков
- сражение в отряде до пяти игроков

В одном бою может участвовать несколько десятков игроков. В начале матча каждый игрок появляется в случайном месте, без вооружения или брони, которые предстоит найти на карте во время боя. Спустя некоторое время после начала боя, карта начинает уменьшаться. Если игрок находится за пределами активной игровой зоны, его персонаж получает постоянный урон. Таким образом игроки движутся к центру постоянно сжимающейся зоны, собирая экипировку, и сражаясь со встретившимися по пути соперниками. Игра заканчивается, когда в живых остался один игрок или отряд.
Игрокам доступен большой выбор советского, американского и немецкого оружия разных эпох (от начала XX века до современности) — пистолеты, винтовки, пулемёты, гранаты. На карте также имеются стационарные пулемёты, из которых могут стрелять игроки. Помимо огнестрельного оружия, игроки также могут использовать ножи, топоры и другое холодное оружие для атаки противников.
В игре есть шесть видов мистических сил, доступных для использования героями: индивидуальные и экипируемые способности героя, ловушки, ритуалы, ведьминские мешочки и дополнительные эффекты от предметов одежды. Большая часть таких сил расходует «души грешников», которые игрок зарабатывает, убивая соперников, либо разбивая надгробия на могилах.
Также в бою игроки могут найти предметы, улучшающие определённые характеристики. Так, например, капельница ускоряет восстановление очков здоровья, розовые тапочки в виде кроликов позволяют прыгать выше, а сигара удвоит очки здоровья персонажа.
На карте также можно найти разнообразную еду — например, консервы — которые восстановят очки здоровья. Можно пополнить запасы патронов. Расширить инвентарь можно, найдя сумки разного размера.
Лутбоксы в игре выглядят как холодильники, расставленные на поле боя. В зависимости от цвета холодильника, в нём содержится случайный набор предметов определённой ценности.
В играх, где доступен вид и от первого, и от третьего лица, последний дает преимущество. Он позволяет игроку наблюдать за соперником из-за укрытия, в то время как тот не знает, что враг находится рядом и видит его. В CRSED: F.O.A.D. у каждого игрока есть миньон, который носит его камеру. Таким образом, во время игры от третьего лица, выглядывая из-за угла, игрок все равно выдает свое местоположение вылетающей бабочкой или радиоуправляемым вертолётом. Так разработчики CRSED: F.O.A.D. добиваются равенства для игроков, использующих разные режимы обзора. При переключении камеры в режим игры от первого лица, миньон-оператор садится персонажу на плечо.
Игра распространяется по модели free-to-play. Игроки могут приобрести внутриигровую валюту, а также DLC с отдельными персонажами и костюмами для них.

## Разработка
Игра изначально появилась как первоапрельский режим отрядного шутера про Вторую мировую Enlisted, который также разрабатывается Darkflow Software. В этом режиме разработчики иронизировали на тему проблем игровой индустрии. Так в игре были «самые честные лутбоксы» — бесплатные, с заранее известным содержимым и 100 % гарантией его выпадения, а также огромное количество «боевой» кухонной утвари (шлемы-дуршлаги, вок-панцири и др.), потенциал которой, по мнению разработчиков, недостаточно раскрыт в других играх, где обычно доступны только ножи и сковородки.
По просьбам игроков, в ходе выставки E3 2018 CRSED: F.O.A.D. была выпущена в виде отдельной игры. Вскоре после выхода игры, CRSED: F.O.A.D. попала в топ стриминговой платформы Twitch и за первые недели собрала миллион установок на Steam. Это сподвигло разработчиков продолжить развивать проект.
В дальнейшем игра сместила акценты и отказалась от большей части «кухонных» предметов и шуток, сфокусировавшись вместо этого на сверхъестественных способностях персонажей. В декабре 2020 года Cuisine Royale была переименована в CRSED: F.O.A.D.

## Отзывы
Редакция Игры@Mail.Ru добавила CRSED: F.O.A.D. в подборку самых необычных игр в жанре «королевская битва», высоко оценив графику и оптимизацию игры:

«Cuisine Royale выглядит очень красиво и выдает почти 120 кадров в секунду на том же PC, где PlayerUnknown’s Battlegrounds не может удержать стабильные 60».